# Cabrièiras (Gard)
Cabrièiras (en francès Cabrières) és un municipi francès situat al departament del Gard i a la regió d'Occitània.